# آیرونکلاد هیدرا
آیرونکلاد هیدرا (به انگلیسی: Greek ironclad Hydra) یک کشتی بود که طول آن ۳۳۴ فوت ۸ اینچ (۱۰۲٫۰۱ متر) بود. این کشتی در سال ۱۸۸۹ ساخته شد.